# اللطامنه
اللطامنة یک منطقهٔ مسکونی در سوریه است که در استان حما واقع شده‌است.

## خصوصیات
اللطامنة ۱۶٬۲۶۷ نفر جمعیت دارد.